# Adolf Wedral
Adolf Wedral (23. dubna 1861 – 16. července 1936) byl rakouský odborář a politik německé národnosti z Dolních Rakous, na konci 19. století poslanec Říšské rady.

## Biografie
Byl kovodělníkem. Narodil se v dubnu 1861 v chudé rodině krejčího. Zapojil se do katolického spolkového života a patřil mezi zakladatele křesťansko sociálního dělnického hnutí v Rakousku. Působil coby tajemník roku 1891 založeného dělnického křesťanského spolku. V roce 1895 se stal předsedou dělnického vzdělávacího spolku Einheit.
Byl i poslancem Říšské rady (celostátního parlamentu Předlitavska), kam usedl ve volbách roku 1897 za kurii všeobecnou v Dolních Rakousích, 9. volební obvod: Neustadt, Baden atd. Ve volebním období 1897–1901 se uvádí jako Adolf Wedral, kovodělník, bytem Vídeň.
Ve volbách roku 1897 kandidoval do Říšské rady za antisemity (Křesťansko-sociální strana). Koncem roku 1900 se ovšem dostal do veřejného sporu s vedením strany a jejím předsedou Karlem Luegerem. Dobový tisk dokonce uvedl, že Wedral agituje ve prospěch sociálně demokratického kandidáta.